# 30 Minutes
Singles de t.A.T.u.
Ne ver', ne boïsia
(2003) How Soon Is Now?
(2003)
30 Minutes est une chanson du duo féminin russe t.A.T.u. extraite de leur premier album anglais 200 km/h in the Wrong Lane, sorti en 2002. C'est l'adaptation anglaise de leur hit russe 30 minout.
Cette chanson est également sortie en single promotionnel.

## Classement
| Classement (2003)           | Meilleure position |
| --------------------------- | ------------------ |
| Roumanie (Romanian Top 100) | 34                 |